# Chuck Yeager
Charles Elwood "Chuck" Yeager, född 13 februari 1923 i Myra, Lincoln County, West Virginia, död 7 december 2020 i Los Angeles, Kalifornien, var en amerikansk pilot och general i USAF. Den 14 oktober 1947 blev han den första människan som flög snabbare än ljudhastigheten.

## Biografi
Yeager värvades i september 1941 som flygmekaniker till United States Army Air Forces. Utbrottet av andra världskriget gjorde att flygvapnets rekryteringskriterier ändrades. Yeagers  ålder och utbildningsbakgrund hade tidigare förhindrat uttagning, men nu tillät de nya reglerna att han kunde delta i pilotutbildningen. Sedermera deltog han som stridspilot i andra världskriget i Europa, där han flög  P-51 Mustang. Han sköts ned över Frankrike och franska motståndsrörelsen hjälpte honom att fly över Pyreneerna tillbaka till England. Han återvände till sin flygskvadron och fortsatte flyga stridsuppdrag och dekorerades med Silver Star och Distinguished Flying Cross för sina insatser i strid mot Tysklands Luftwaffe. Yeager blev ett dagsess den 12 oktober 1944 efter att han sköt ner fem fiendeflygplan under ett enskilt flyguppdrag. 
Efter kriget fortsatte han arbeta åt flygvapnet med utprovning av nya flygplanstyper som testpilot. Den 14 oktober 1947 blev han den första människan som bröt ljudvallen. Han uppnådde Mach 1,06 med en Bell X-1, som hade raketmotor. Som testpilot blev han också en av de första som flög en sovjetisk MiG-15 som hade skeppats till Förenta Staterna efter att dess pilot deserterat ifrån Nordkorea. Senare under 1950-talet återgick Yeager till stridstjänst och blev både divisions- och flottiljbefälhavare vid stationeringar i Tyskland, Frankrike och Spanien.
Som överste blev Yeager befälhavare över flygvapnets testpilotskola åren 1962–1966.
År 1966 fick Yeager befälet över en jaktflottilj i Filippinerna, vars skvadroner tjänstgjorde i Sydvietnam enligt ett roterande schema. Yeager flög 127 stridsuppdrag som bombflygplanspilot i Vietnamkriget.
År 1969 blev Yeager befordrad till enstjärnig general och tjänstgjorde som vice befälhavare över USAF:s sjuttonde flygflotta.
År 1975 pensionerades han ifrån flygvapnet, men hade därefter  enstaka uppgifter på konsultbasis.
1985 tilldelades Yeager frihetsmedaljen, USA:s främsta civila utmärkelse. Den 14 oktober 1997, för att fira 50-årsdagen av hur han första gången bröt ljudvallen, gav sig den 74-årige piloten upp och gjorde samma sak ännu en gång. Yeager var huvudperson i Tom Wolfes bok The Right Stuff (1979), som sedan filmatiserades i Rätta virket som hade premiär 1983.

## Galleri

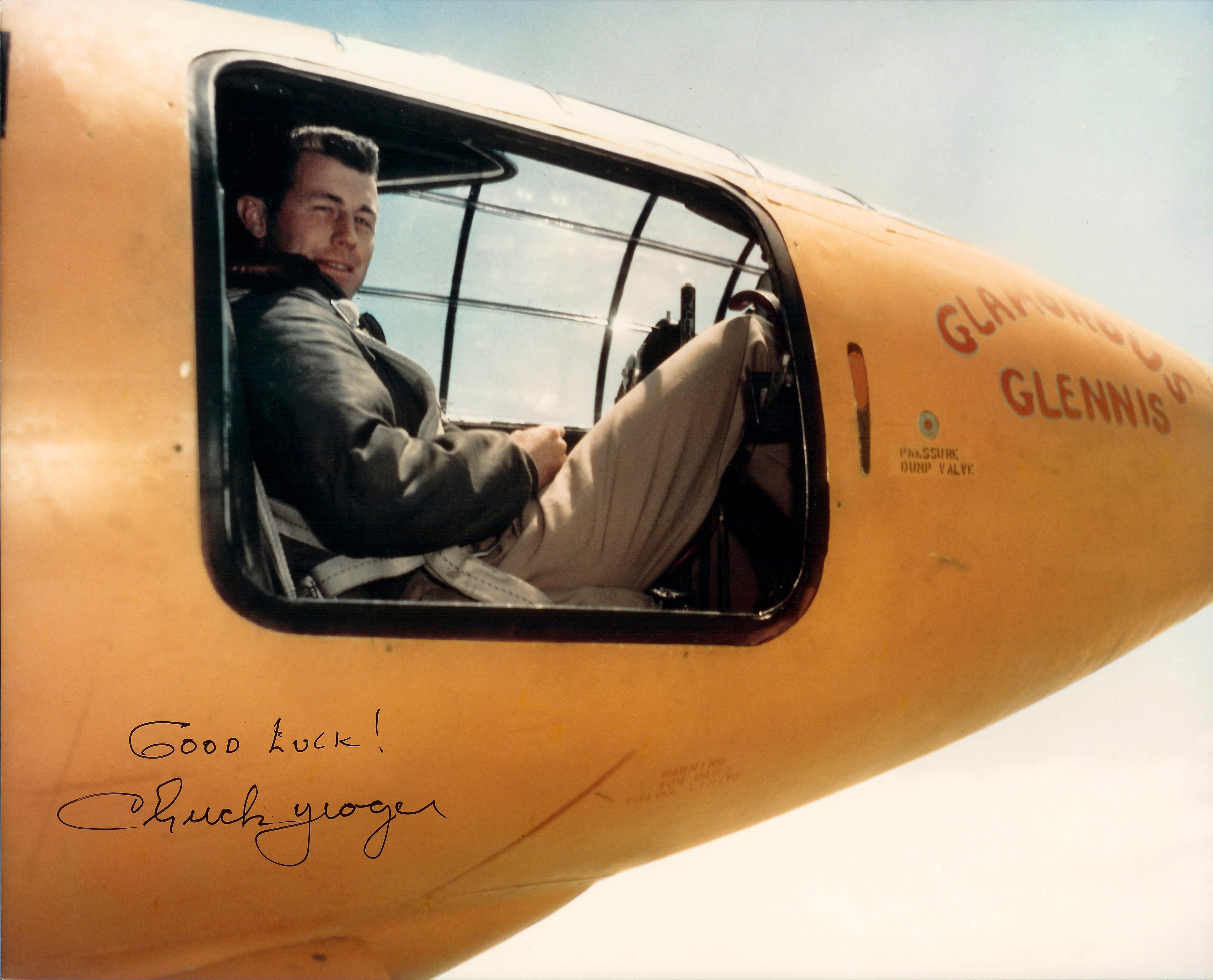
En samtida journalfilm där Chuck Yeager bryter ljudvallen den 14 oktober 1947 i en Bell X-1.
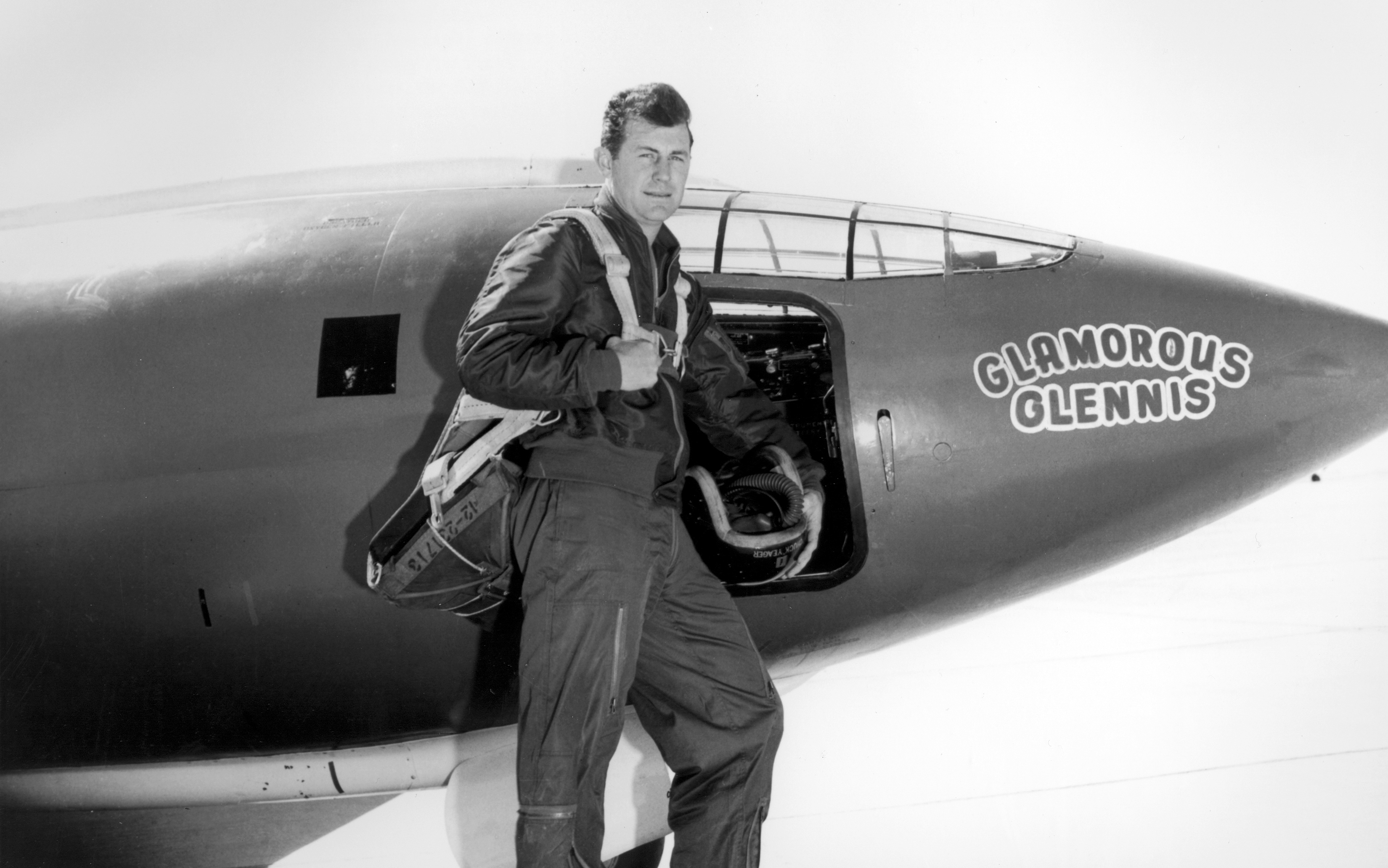
Chuck Yeager i cockpiten på Bell X-1.
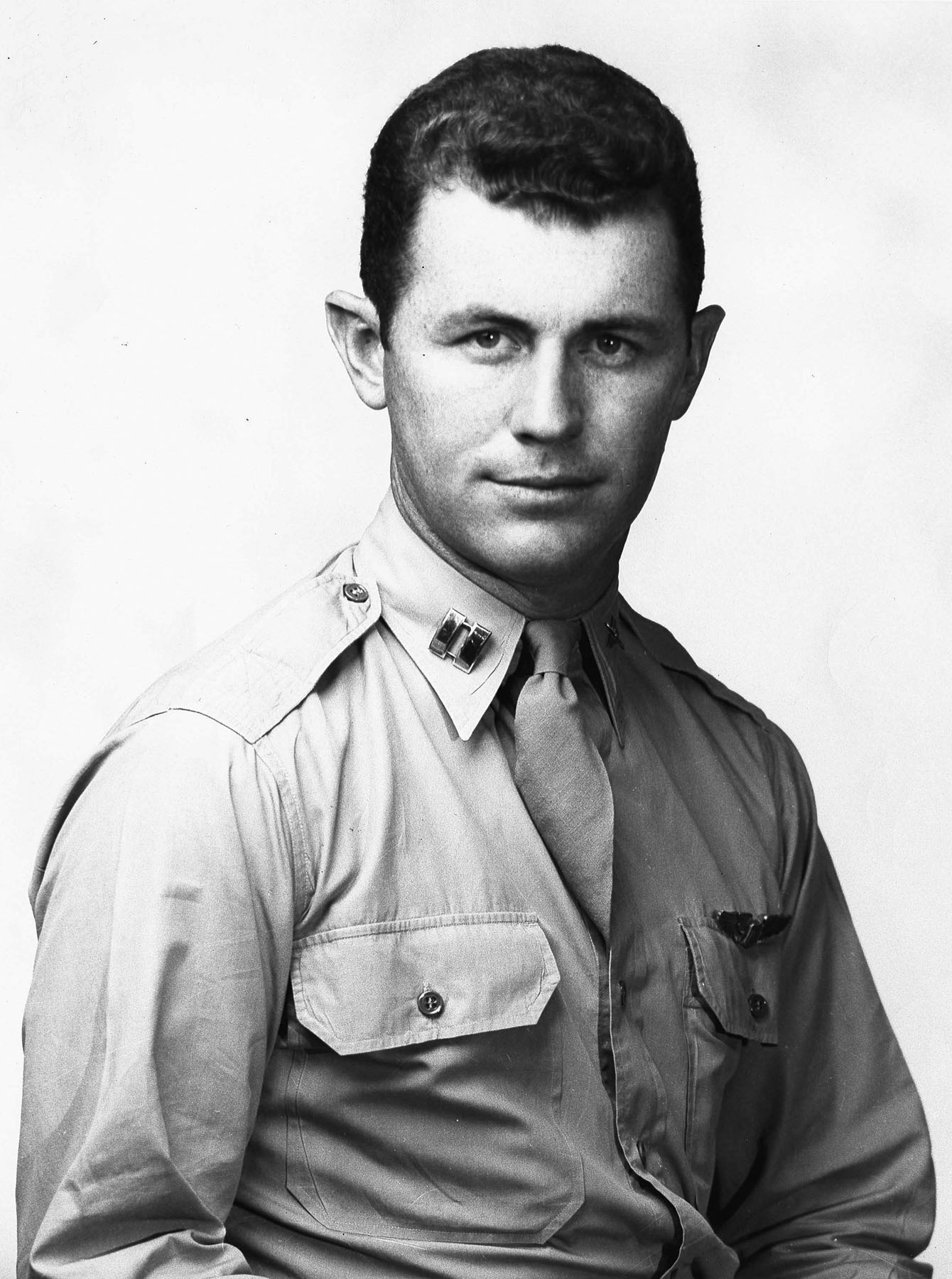
Chuck Yeager med Bell X-1
- Chuck Yeager ca 1944.